# Voïvodie de Katowice
La voïvodie de Katowice (en polonais Województwo katowickie) était une unité de division administrative et un gouvernement local de Pologne entre 1975 et 1998.
En 1999, son territoire est intégré dans la Voïvodie de Silésie et la Voïvodie de Petite-Pologne.
Sa capitale était Katowice.

## Villes
| Population au 31.12.1976 - Katowice – 348 908 - Bytom – 236 085 - Zabrze – 204 163 - Gliwice – 200 261 - Sosnowiec – 197 920 - Chorzów – 156 472 - Ruda Śląska – 152 196 - Tychy – 139 684 - Wodzisław Śląski – 103 945 - Rybnik – 103 546 - Jastrzębie Zdrój – 96 159 - Dąbrowa Górnicza – 81 130 - Jaworzno – 75 465 - Siemianowice Śląskie – 72 964 - Mysłowice – 63 934 - Piekary Śląskie – 62 966 - Tarnowskie Góry – 62 826 - Będzin – 60 130 - Świętochłowice – 57 769 - Zawiercie – 51 895 - Racibórz – 46 165 - Pszczyna – 36 948 - Knurów – 36 479 - Czeladź – 34 733 - Chrzanów – 33 455 - Mikołów – 30 595 - Czechowice-Dziedzice – 29 278 - Żory – 28 834 - Olkusz – 23 769 - Pyskowice – 23 197 - Leszczyny – 22 123 - Ząbkowice – 20 897 - Trzebinia – 20 566 - Łaziska Górne – 19 276 - Orzesze – 17 463 - Libiąż – 12 832 - Brzeszcze – 11 541 - Wojkowice – 9 867 - Wolbrom – 7 789 - Bukowno – 7 078 - Łazy – 6 851 - Jeleń – 6 766 - Sławków – 6 176 | Population au 31.12.1998 - Katowice – 345 934 - Sosnowiec – 244 102 - Gliwice – 212 164 - Bytom – 205 560 - Zabrze – 200 177 - Ruda Śląska – 159 665 - Rybnik – 144 582 - Tychy – 133 178 - Dąbrowa Górnicza – 131 037 - Chorzów – 121 708 - Jastrzębie-Zdrój – 102 294 - Jaworzno – 97 929 - Mysłowice – 79 458 - Siemianowice Śląskie – 77 254 - Żory – 66 209 - Tarnowskie Góry – 66 137 - Piekary Śląskie – 65 991 - Racibórz – 64 273 - Będzin – 60 624 - Świętochłowice – 59 249 - Zawiercie – 55 582 - Wodzisław Śląski – 49 661 - Knurów – 43 332 - Chrzanów – 41 894 - Olkusz – 40 023 - Mikołów – 39 191 - Czeladź – 35 888 - Czechowice-Dziedzice – 35 731 - Czerwionka-Leszczyny – 30 343 - Pszczyna – 26 723 - Rydułtowy – 23 778 - Łaziska Górne – 22 906 - Bieruń – 21 988 - Pyskowice – 21 764 - Trzebinia – 19 877 - Orzesze – 18 931 - Radlin – 18 555 - Radzionków – 18 280 - Libiąż – 18 053 - Lędziny – 17 804 - Pszów – 15 125 - Brzeszcze – 12 441 - Bukowno – 10 521 - Wojkowice – 10 067 |

## Bureaux de district
Sur la base de la loi du 22 mars 1990, les autorités locales de l'administration publique générale, ont créé 12 régions administratives associant plusieurs municipalités.
- Będzin (Będzin, Czeladź, Dąbrowa Górnicza, Sosnowiec; Wojkowice, gmina Bobrowniki et gmina Psary)
- Chrzanów (Jaworzno, gmina Babice, gmina Chrzanów, gmina Libiąż et gmina Trzebinia)
- Gliwice (Gliwice, Knurów, Pyskowice, Zabrze, gmina Gierałtowice, gmina Ornontowice, gmina Pilchowice, gmina Rudziniec, gmina Sośnicowice, gmina Toszek et gmina Wielowieś)
- Katowice (Bytom, Chorzów, Imielin, Katowice, Mysłowice, Ruda Śląska, Siemianowice Śląskie, Świętochłowice et gmina Chełm Śląski)
- Olkusz (Bukowno, Sławków, gmina Bolesław, gmina Klucze, gmina Olkusz et gmina Wolbrom)
- Pszczyna (gmina Bestwina, gmina Brzeszcze, gmina Czechowice-Dziedzice, gmina Goczałkowice-Zdrój, gmina Miedźna, gmina Pawłowice, gmina Pszczyna et gmina Suszec)
- Racibórz (Racibórz, gmina Krzanowice, gmina Krzyżanowice, gmina Kuźnia Raciborska, gmina Nędza, gmina Pietrowice Wielkie et gmina Rudnik)
- Rybniku (Rybnik, Żory, gmina Czerwionka-Leszczyny, gmina Gaszowice, gmina Jejkowice, gmina Kornowac, gmina Lyski et gmina Świerklany)
- Tarnowskie Góry (Miasteczko Śląskie, Piekary Śląskie, Tarnowskie Góry, gmina Krupski Młyn, gmina Świerklaniec, gmina Tąpkowice, gmina Tworóg et gmina Zbrosławice)
- Tychy (Bieruń, Lędziny, Łaziska Górne, Mikołów, Orzesze, Tychy, gmina Bojszowy, gmina Kobiór et gmina Wyry)
- Wodzisław Śląski (Jastrzębie-Zdrój, Pszów, Radlin, Rydułtowy,Wodzisław Śląski, gmina Godów, gmina Gorzyce, gmina Lubomia, gmina Marklowice, gmina Mszana et gmina Zebrzydowice)
- Zawiercie (Poręba, Zawiercie, gmina Łazy, gmina Mierzęcice,  gmina Ogrodzieniec, gmina Pilica, gmina Siewierz et gmina Żarnowiec)

## Évolution démographique
- 1975 – 3 487 900
- 1980 – 3 733 900
- 1985 – 3 916 400
- 1990 – 3 988 800
- 1995 – 3 924 800
- 1998 – 3 894 900